# دانشگاه کاتولیک در اربیل
دانشگاه کاتولیک در اربیل یک موسسه غیرانتفاعی خصوصی آموزش عالی و تحقیقاتی است که در حومه اربیل در آنکاوا، منطقه کردستان واقع شده‌است.
این دانشگاه در دسامبر ۲۰۱۵ توسط اسقف اعظم حکومت منطقه ای کردستان بشار واردا از کلیسای کاتولیک کلدانی تأسیس شد و مدرک‌هایی در زمینه هنر و علوم به رسمیت شناخته شده توسط دولت منطقه کردستان ارائه می‌کند.
سنگ بنای آن در ۲۰ اکتبر ۲۰۱۲ گذاشته شد. ۳۰۰۰۰ متر مربع زمین برای پردیس در دسترس قرار گرفت. کنفرانس اسقف نشین ایتالیا ۲٫۳ میلیون یورو برای این پروژه اختصاص داد، و با دانشگاه روح القدس کاسلیک در لبنان برای کمک و راهنمایی تماس گرفته شد.
دانشگاه کاتولیک در اربیل یک جامعه آکادمیک باز است که بر اساس بهترین سنت آموزش عالی استوار است و وقف تشکیل نسل بعدی رهبران برای خدمت با برتری حرفه ای در کردستان، عراق و در سطح بین‌المللی برای خیر عمومی و منزلت انسان است. به عنوان عضوی از جامعه جهانی دانشگاه کاتولیک، دانشگاه کاتولیک در اربیل می‌تواند دانشجویان خود را به برخی از بهترین دانشمندان جهان که به‌عنوان استاد و معلم در اینجا در پردیس دانشگاه کاتولیک در اربیل حضور دارند، معرفی کند. دانشجویان CUE همچنین توانایی برقراری ارتباط و مشارکت مجازی با دانشگاه‌های شریک ما در استرالیا، ایالات متحده آمریکا و اروپا را خواهند داشت.

## برنامه‌های دانشگاهی
- روابط بین‌المللی
- زبان انگلیسی
- فناوری اطلاعات
- علوم کامپیوتر
- حسابداری
- معماری
- مهندسی عمران
- علوم آزمایشگاهی پزشکی
- داروخانه
- پرستاری
- رسانه دیجیتال
- مدیریت کسب و کار
- اقتصاد
- شرق‌شناسی